# 印度異額瓷蟹
印度異額瓷蟹（学名：Novorostrum indicum）为瓷蟹科異額瓷蟹屬下的一个种。